# Reino frisio
El reino frisio o reino de Frisia (en frisón occidental: Fryske Ryk; en alemán: Großfriesische Reich, el Gran Reino frisio), también conocido como Magna Frisia, fue un antiguo reino en lo que ahora son los Países Bajos y el norte de Alemania, establecido alrededor del año 600. El reino llegó a su fin después de la batalla del Boarn (734), donde fue derrotado por el Imperio carolingio y subyugados definitivamente por Carlomagno en el año 785.

## Invasiones bárbaras
Durante las invasiones bárbaras, los frisones se establecieron en el norte y el oeste de los Países Bajos, bordeando las costas del mar del Norte desde la boca del río Rin hasta la del Ems (en lo que ahora se conoce como mar de Frisia).
Los frisones consistían en tribus no muy cohesionadas, centradas en bandas de guerra pero sin gran poder. En la segunda mitad del siglo VII la realeza frisona alcanzó su máxima extensión geográfica.

## Estructura social
Los primeros registros frisones mencionan cuatro clases sociales: los ethelings (nobiles en los documentos latinos) y frilings, que juntos constituían los frisones libres, quienes podían iniciar una demanda en la corte; y los laten o liten con los esclavos, que fueron absorbidos por los laten en la Alta Edad Media, cuando la esclavitud no fue formalmente abolida sino que desapareció. Los laten eran arrendatarios de tierras de las que no eran propietarios y podían estar vinculados a ellas en la forma de siervos, si bien más tarde pudieron comprar su libertad.

## Historia de las guerras
El título exacto de los gobernantes de Frisia depende de la fuente. Las fuentes de los francos tienden a llamarlos duques; otras fuentes a menudo los llaman reyes. Sólo tres gobernantes frisones se nombran en las fuentes escritas: Aldgisl, Redbad y Poppo. 

### Aldgisl
Bajo el gobierno del rey Aldgisl los frisones entraron en conflicto con el mayordomo de palacio franco Ebroín, en las antiguas fronteras fortificadas romanas. Aldgisl consiguió mantener a los francos a distancia con su ejército. En 678 dio la bienvenida al obispo inglés Wilfrid, quien, como él, no era amigo de los francos.

### Redbad

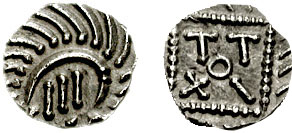
Sceattas frisonas (c. 710-735)

Bajo Redbad las disputas se volvieron en su contra: en el año 690 los francos se alzaron victoriosos en la batalla de Dorestad al mando del mayordomo de palacio Pipino de Heristal. Aunque no todas las consecuencias de esta batalla están claras, Dorestad se convirtió de nuevo en franco, al igual que los castillos de Utrecht y Fechten. Se presume que la influencia de los francos llegó desde el sur de la Oude Rijn a la costa, pero la influencia de los frisones en el área central del río no se desvaneció por completo. En cualquier caso, había un obispado o arzobispado de los frisones fundado por Willibrord y en el año 711 se arregló un matrimonio entre Grimaldo el Joven, el hijo de Pipino, y Thiadsvind, la hija de Redbad.
Después de la muerte de Pipino en 714, Redbad se aprovechó de la lucha por la sucesión en las tierras de los francos y recuperó el sur de Frisia. Hizo un tratado con el mayordomo de palacio franco Ragenfrid para que en 716 sus ejércitos pudieran entrar en tierras francas hasta Colonia, donde obtuvieron la victoria en la batalla de Colonia. El ejército volvió hacia el norte con una gran botín de guerra. Redbad hizo planes para invadir el reino de los francos por segunda vez y movilizó un gran ejército; no obstante, antes de que pudiera hacerlo cayó enfermo y murió en el otoño de 719.
No es seguro quien fue el sucesor de Redbad. Se cree que hubo problemas con la sucesión, ya que el oponente franco, Carlos Martel, pudo fácilmente invadir Frisia y subyugar sus tierras. La resistencia fue tan débil que no sólo Carlos Martel anexionó la Frisia Citerior (al sur del Rin), sino que los francos también cruzaron el Rin y tomaron la Frisia Ulterior, a las orillas del río Vlie.

### Poppo
En el año 733 Carlos Martel envió un ejército contra los frisones. El ejército de Frisia se retiró a Eastergoa. Al año siguiente tuvo lugar la batalla del Boarn. Martel envió un ejército a través de la Aelmere con una flota que le permitió navegar hasta De Boarn. Los frisones fueron derrotados en la batalla, y su rey Poppo fue asesinado. Los vencedores comenzaron a saquear y quemar los santuarios paganos. Carlos Martel regresó con un gran botín y quebró para siempre el poder de los reyes de Frisia.

## Después de la conquista franca
Después de la batalla del Boarn en el 734, los francos se anexionaron de las tierras de Frisia entre el Vlie y el río Lauwers. Conquistaron el área oriental del Lauwers en el año 785, cuando Carlomagno derrotó a Widukind. Los carolingios establecieron en Frisia el gobierno de grewan, un título que ha sido vagamente relacionado con el de condado en su sentido inicial de gobernador más que en el de señor feudal. El Frisionum Lex, el «código de leyes de los frisones», fue recogido en latín durante el reinado de Carlomagno. 